# Cohors VI Brittonum equitata pia fidelis
La Cohors VI Brittonum equitata pia fidelis fue una unidad de auxilia de infantería del ejército del Imperio Romano del tipo cohors quinquagenaria equitata, cuya existencia está constatada desde el tercer tercio del siglo I hasta finales del segundo tercio del siglo II.

## Reclutamiento y siglo I

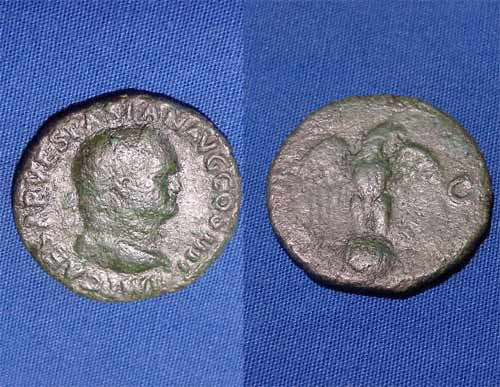
As de Vespasiano, con Águila legionaria en el reverso, emperador que ordenó el reclutamiento de la Cohors VI Brittonum equitata pia fidelis.

Esta cohorte fue reclutada por orden del emperador Vespasiano en 73 en la provincia Britannia entre los libres no ciudadanos de las tribus britonas, por lo que recibió el epíteto Brittonum. Está leva estaba relacionada con la reorganización y nueva creación de unidades del ejército romano relacionados con la guerra civil de 68-69 y la rebelión de los bátavos de 70-71, en la que numerosas unidades auxiliares habían sido destruidas o seriamente dañadas o habían dejado de ser fiables para el Imperio. La nueva cohorte de britones fue destinada inmediatamente a la provincia Germania Inferior, cuya guarnición de tropas auxiliares había sido gravemente dañada por la mencionada revuelta de los bátavos.
Se desconoce en lugar concreto de Germania Inferior fue acuartelada, pero en 89 permaneció fiel al emperador Domiciano frente a la rebelión del gobernador de Germania Superior Lucio Antonio Saturnino, por lo que recibió los epítetos de pia fidelis Domitiana, simplificados a pia fidelis después del asesinato de Domiciano en 96 y su Damnatio memoriae decretada por el  Senado romano.

## La unidad bajoTrajanoy durante elsigloII

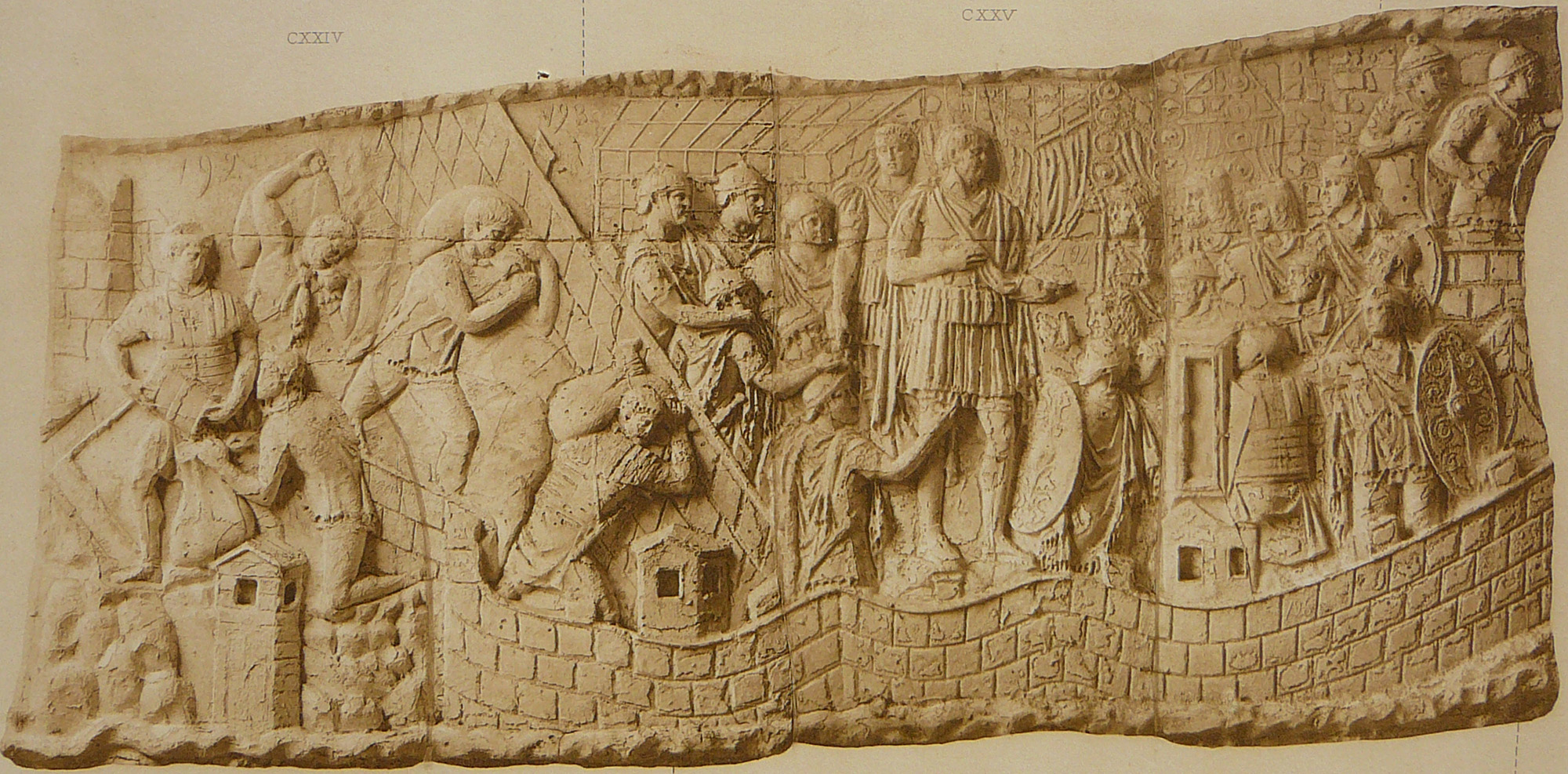
Fragmento del relieve continuo de la Columna de Trajano en Roma, en el que el emperador visita y anima a las tropas durante el asedio de una fortaleza Dacia. Trajano había utilizado los servicios de la Cohors VI Brittonum equitata pia fidelis a comienzos de su imperio y promocionó a algunos de sus antiguos prefectos en las guerras dácicas.

La Cohors VI Brittonum continuaba formando parte de la guarnición de Germania Inferior a comienzos del imperio de Trajano, cuando el propio emperador se encontraba al frente de las provincias germanas, participando en las operaciones de estabilización y perfeccionamiento de las defensas del limes Germanicus por el dirigidas, como atestigua un Diploma  militaris fechado el 20 de febrero de 98.
Bajo el mando de Trajano, entre 98 y 100, fue dirigida, con el cargo de Praefectus cohortis, por Marco Gavio Baso, natural de Roma, y por Lucio Terencio Rufo, natural de Bracara Augusta (Braga, Portugal) distinguidos durante la primera guerra dacia (101-102), ya que Trajano concedió mandos y honores a numerosos caballeros y senadores que habían servido a sus órdenes en Germania Inferior.
La unidad seguía formando parte de la guarnición de Germania Inferior bajo Adriano, como atestiguan dos Diplomata militaris fechados el 20 de agosto de 127 y bajo Antonino Pío, como indican dos Diplomata militaris de 5 de septiembre de 152.
A lo largo de ese periodo, fue dirigida por los Praefecti cohortis Décimo Elio Menecratiano, natural de Lambaesis en Numidia, y por Quinto Domicio Víctor, natural de Calama en África proconsular.
No se conservan más testimonios sobre esta unidad, por lo que debió participar en los inicios de las guerras marcomanas de Marco Aurelio en 162-163 y ser destruida en ella o por la epidemia de peste ocurrida bajo el imperio de este.

## Bibliografía

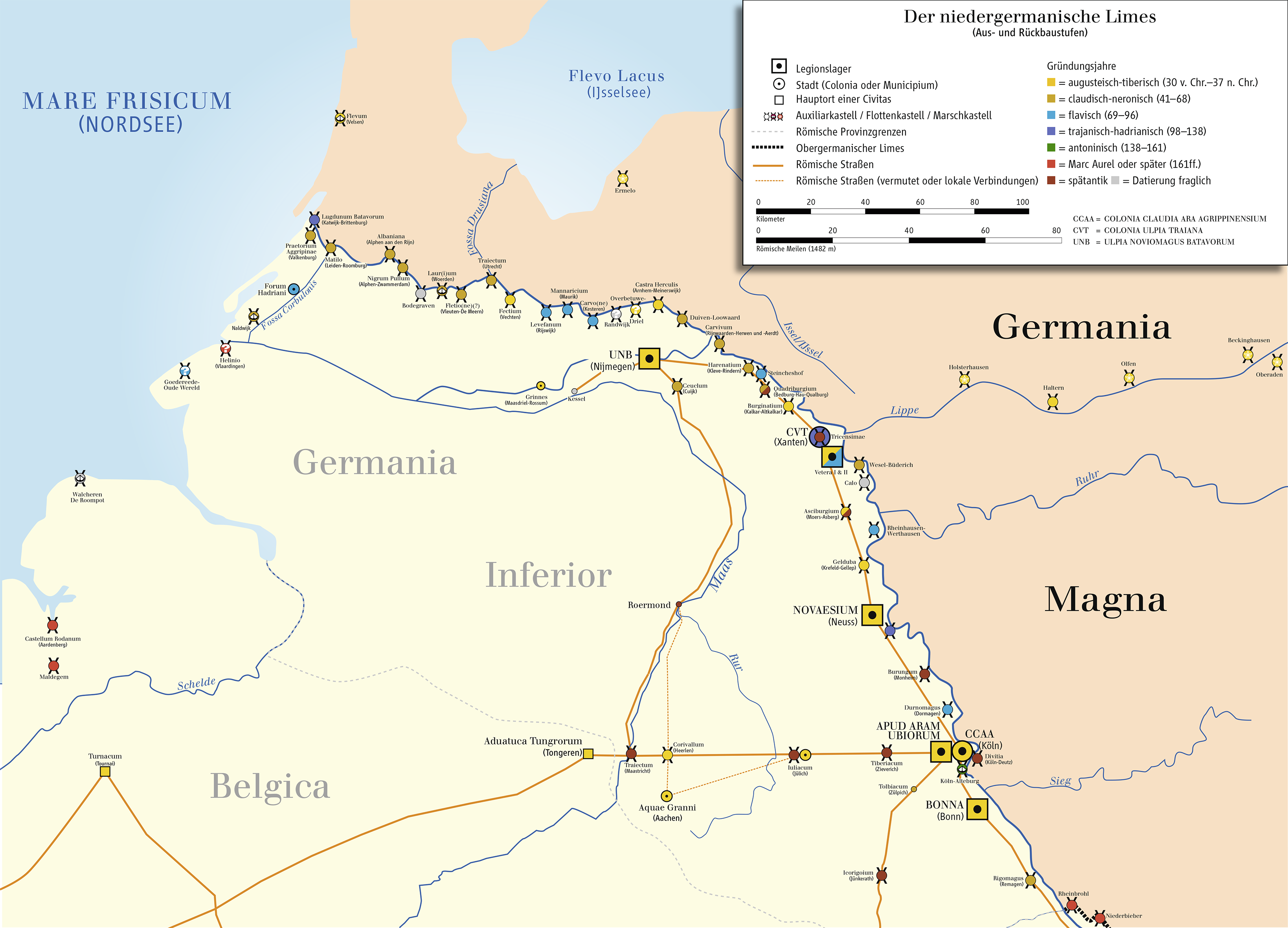
El Limes Germanicus en Germania Inferior: Campamentos, ciudades y vías de comunicación.